# In Ghar
In Ghar es un municipio (baladiyah) de la provincia o valiato de In Salah en Argelia. En abril de 2008 tenía una población censada de 11 225 habitantes.
Se encuentra ubicado al sur del país, en el desierto del Sahara, cerca de la carretera Transahariana.